# Yasser Abdel-Wahab
Yasser Abdel-Rahim Abdel-Wahab (in arabo ياسر عبد الرحيم عبد الوهاب‎?; Asuot, 19 luglio 1969) è un ex cestista egiziano.

## Carriera
Con l'Egitto ha disputato i Campionati mondiali del 1994.